# Нуйкорт
Нуйкорт (чечен. Нухойн лам)  — горная вершина в Чеберлоевском районе Чечни, родовая гора тайпа нуохой.
Высота над уровнем моря составляет 2021.0 метра.

## География
Ближайшие населённые пункты —  на юго-западе Сельберой и Лешкорой, на юго-востоке Хай-Хецагуни. Координаты горы 42° 52' С. Ш. 45° 53' В.Д.

## Название
Название переводится с чеченского как «Нухойцев гора».